# Escudo de Moscú
El escudo de la ciudad de Moscú se describe heráldicamente: en un campo de gules (rojo), un caballero contornado (que mira a la izquierda del escudo) de sable (negro) y de plata con capa de azur (azul) armado en su diestra con una lanza de oro y montado sobre un caballo rampante de plata con silla y riendas del mismo metal sobre un dragón pasante de sable y de plata.
El caballero del escudo representa a San Jorge, patrón de la ciudad matando al dragón. Los elementos del escudo de Moscú, de origen anterior forman parte del escudo de Rusia desde el siglo XVII.  

Los colores principales de este escudo (blanco, azul y rojo) se basan en los colores de la bandera de la Federación de Rusia basada en la antigua bandera imperial de Rusia.

Escudo de la gobernación de Moscú
Escudo de Moscú durante la era soviética, entre 1924 y 1993.